# Doolin

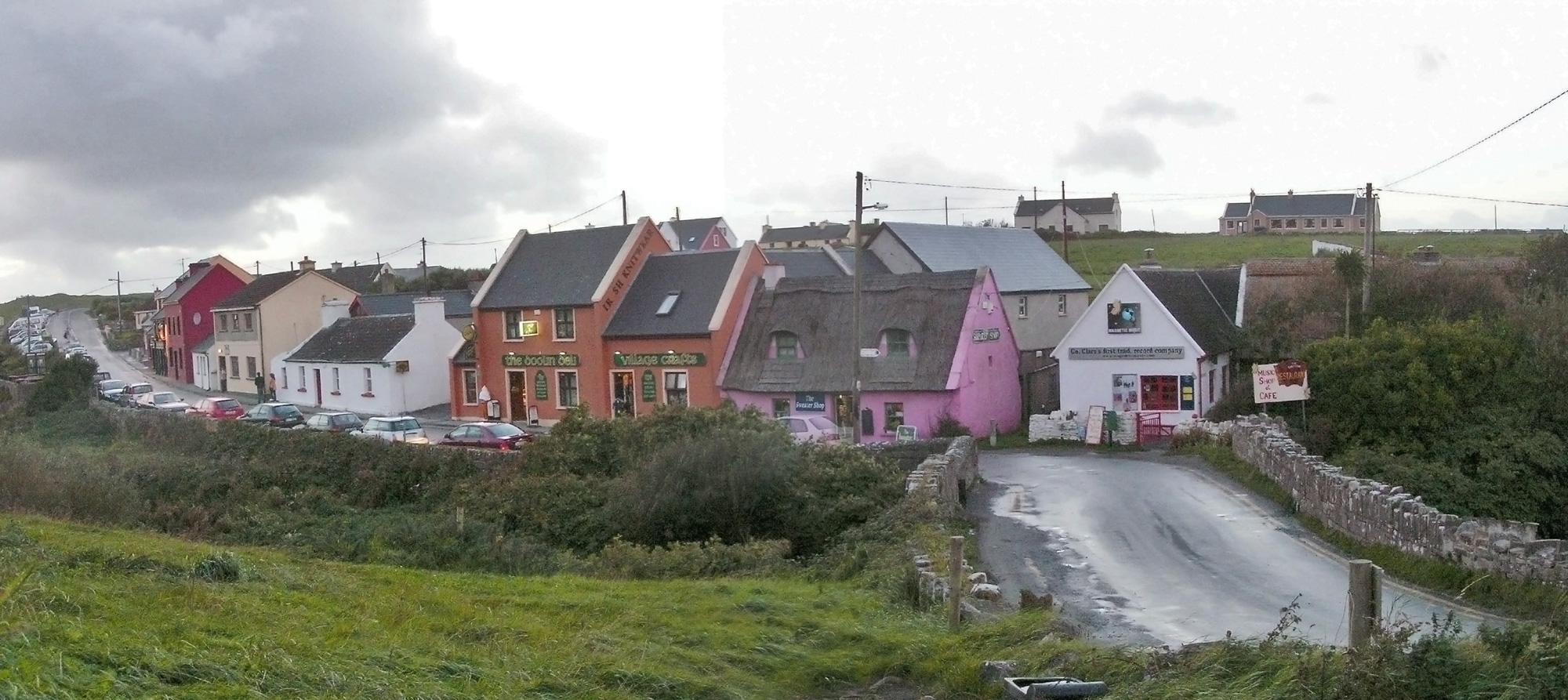
Fisher Street in Doolin

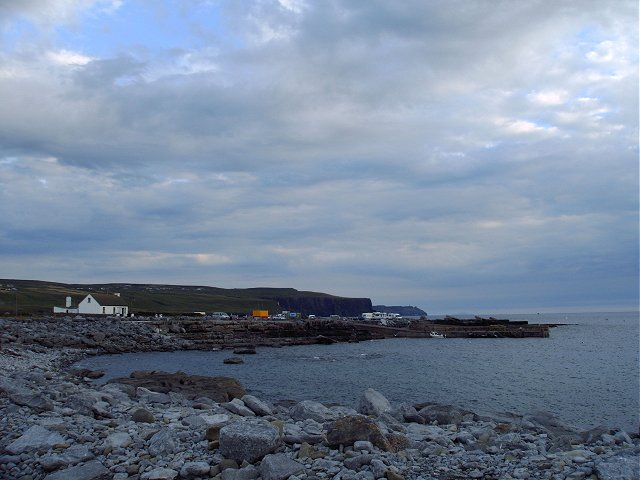
Doolin Harbour bij avond, met de Kliffen van Moher en Hag's Head zichtbaar op de achtergrond

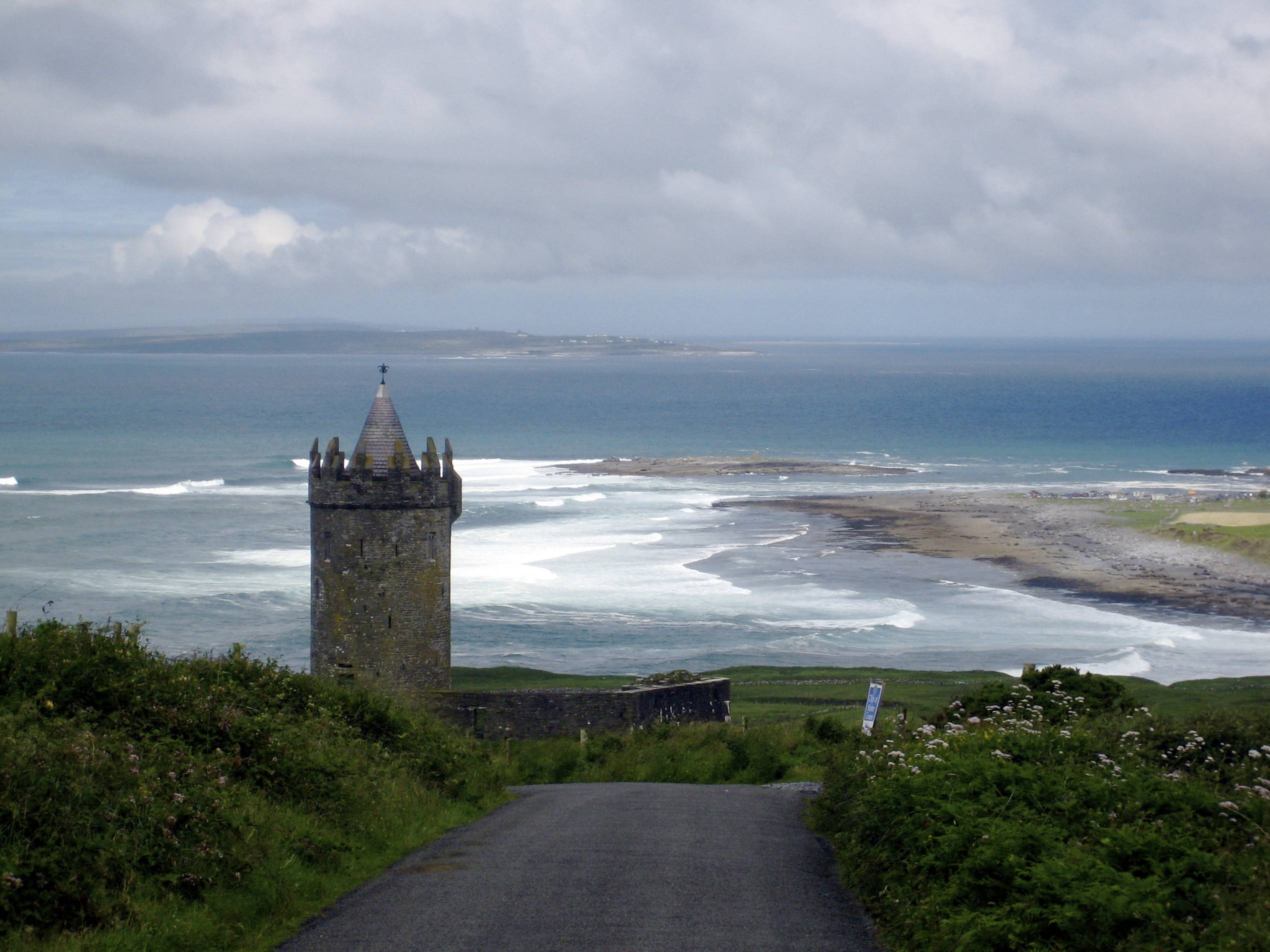
Doonagore Castle met de Araneilanden op de achtergrond

Doolin (Iers:Dúlainn) is een kustplaatsje in het graafschap Clare in Ierland aan de Atlantische Oceaan nabij Lisdoonvarna en de Kliffen van Moher. Het is een bekend centrum voor traditionele Ierse muziek, dat elke avond gehoord kan worden in de drie beroemde pubs van Doolin. In de directe nabijheid zijn verschillende archeologische vindplaatsen waarvan sommige stammen uit de IJzertijd en eerder. Er zijn twee kastelen in dit gebied: Doonagore Castle en Ballinalacken Castle.

## Voorzieningen
Vanuit Doolin vertrekken verschillende veerdiensten naar de Araneilanden, die daar vlak voor de kust liggen. Doolin ligt ook vlak bij de Kliffen van Moher. De busdienst Galway-Ennis-Limerick passeert zowel Doolin als de kliffen.

## Natuur
Doolin ligt in de zuidwestelijke hoek van de Burren. De Aille rivier stroomt vanuit de heuvels van de Burren door Doolin naar de zee. Het kleine "Crab Island" ligt op korte afstand van de haven, geheel kaal met uitzondering van de resten van een negentiende-eeuwse politiepost.

## Indeling
Het dorp Doolin is verdeeld in drie aparte delen plus de haven:
- Doolin Harbour of Doolin Pier, vertrekpunt van de veerdiensten en rondvaarten langs de Kliffen
- Fisher Street, een kleurrijke straat met de beroemde Gus O'Connor's Pub
- Fitz's Cross, met hostels, kampeerterrein, 2 hotels en de nieuwe Fitzpatricks Bar
- Roadford, met Mc Gann's Pub en Mc Dermott's Pub, drie restaurants, twee hostels en een aantal B&B's.

## Pubs
De drie beroemde pubs van Doolin zijn: Gus O'Connor's, McDermott's en McGann's. Het Micho Russell Festival Weekend, altijd beginnende op de laatste vrijdag van februari en vernoemd naar Micho Russell, speelt zich voornamelijk in deze pubs af. Sinds kort neemt ook Fitzpatrick's Bar hier aan deel.

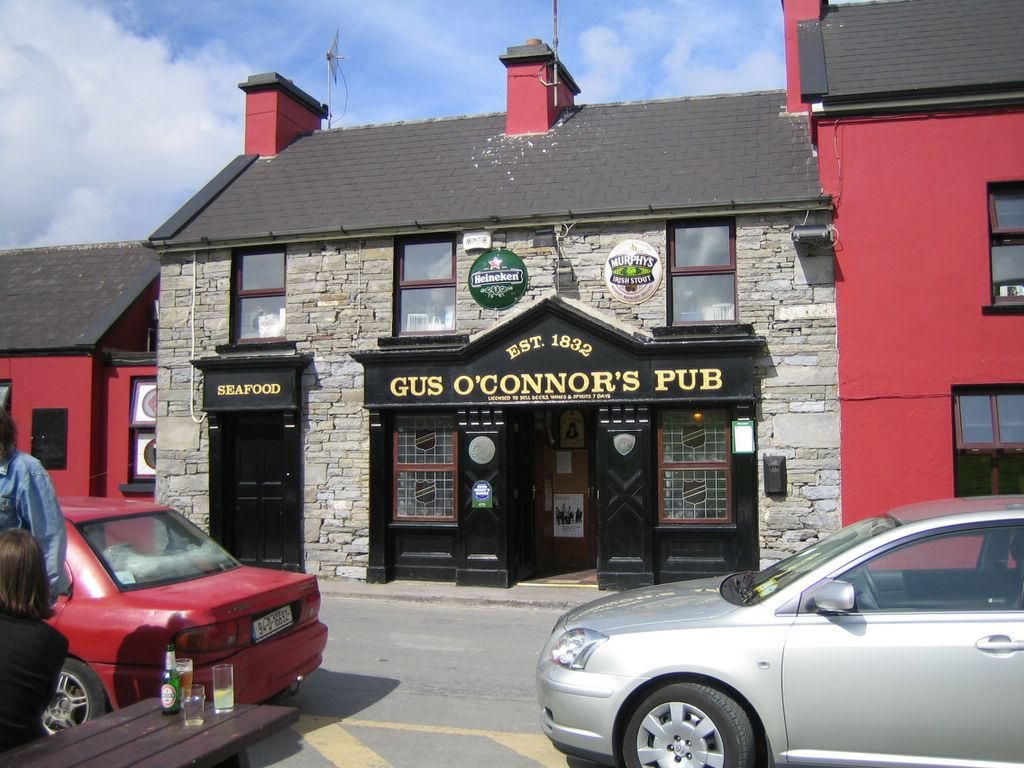
Gus O'Connor's pub in Doolin, Ireland. De pub werd geopend in 1832.
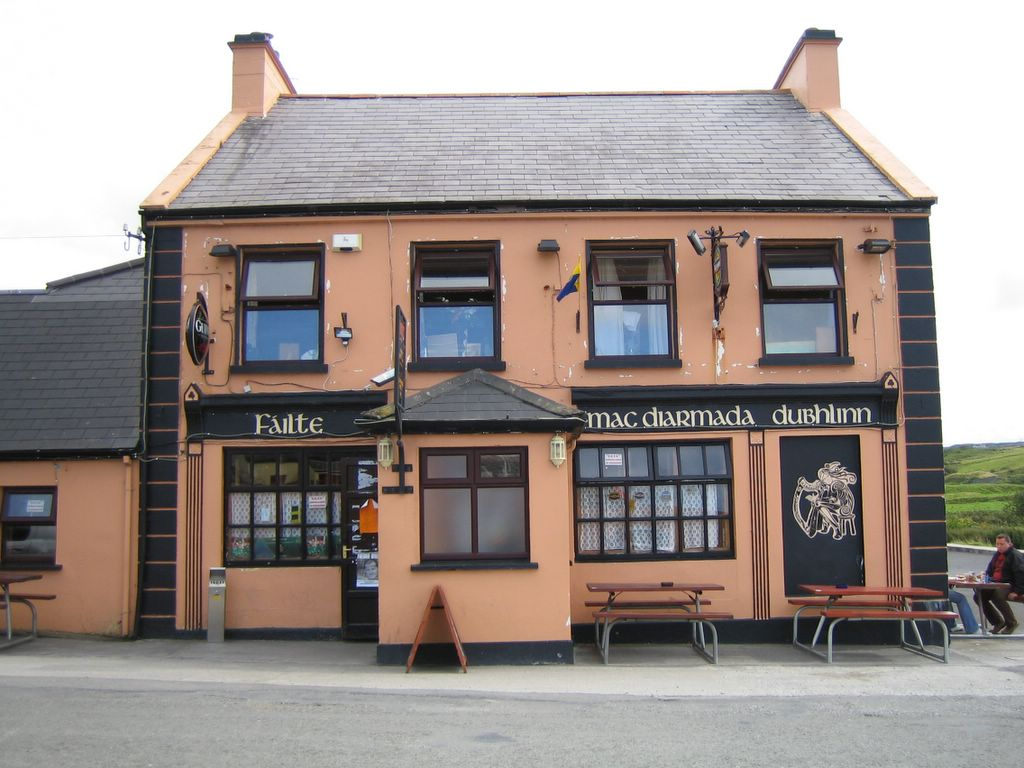
McDermott's pub in Doolin, Ireland. De pub werd geopend in 1867.
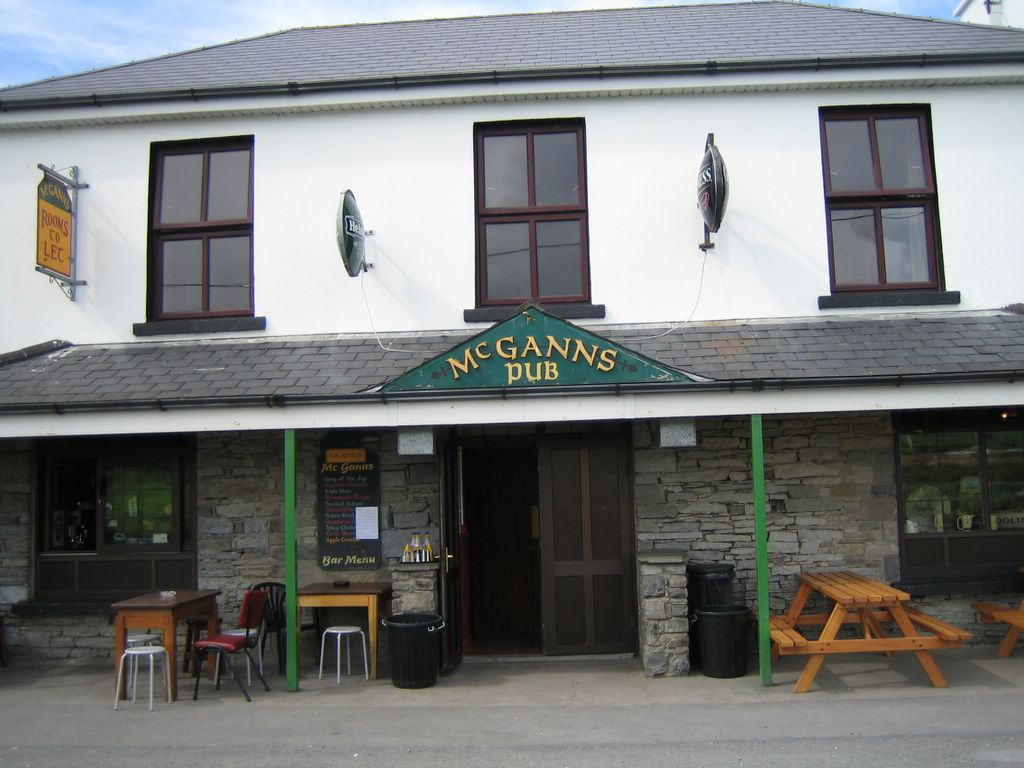
McGann's in Doolin, Ireland. De pub werd geopend in 1976.

## Doolin Cave

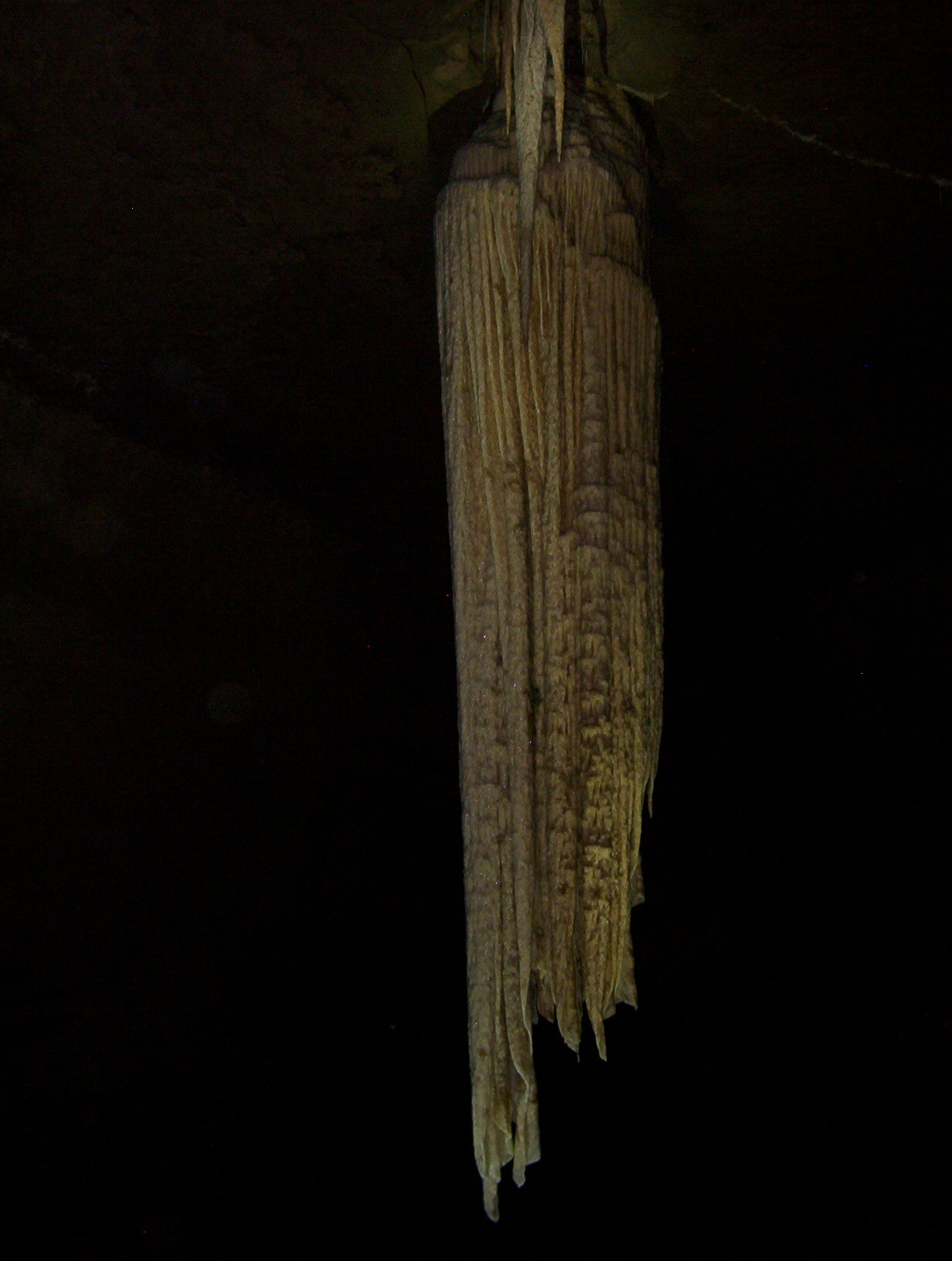
De "Great Stalactite" in Doolin Cave.

De grot van Doolin en haar "Great Stalactite" werden al in 1952 ontdekt. Het duurde echter nog tot begin jaren 2000 voor de grot voor het publiek toegankelijk werd. De "Grote stalactiet" is ruim 7 meter lang en is een van de langste ter wereld.